# ボツワナ国民戦線
ボツワナ国民戦線（ボツワナこくみんせんせん、英語: Botswana National Front, BNF）は、ボツワナの政党。与党連合「民主的変革のアンブレラ」の中心政党である。1969年から2024年まで、国民議会（国会）において野党第一党の地位を占めていた。
ボツワナ独立の直前、1965年に結成された。1969年の選挙ではじめて議席を獲得し、以後は長年野党第一党の地位にあった。1994年の選挙では40議席中13議席を得て、議会の3分の1を結党以来初めて超え、議会に大統領の任期を2期10年までとする法案を提出。与党ボツワナ民主党と当時のクェット・マシーレ大統領にこれを認めさせた。しかし1998年、党内の路線対立により、13議席中11議席をもってボツワナ会議党が離脱し、2議席の小政党となったが、その後の選挙で党勢を回復させた。
2010年7月まではオツウェレツェ・モウポが党首を務め、以降はドゥマ・ボコ。国民戦線の政治的立場は、社会民主主義であり、社会主義インターナショナルにオブザーバー加盟している。国民戦線は結成以来、党内に先鋭な路線対立を抱え、幾度も党内派閥が対立し分裂を引き起こしてきた。党分裂によってできた政党にはボツワナ会議党などがある。